# Megachile morio
Megachile morio är en biart som beskrevs av Smith 1853. Megachile morio ingår i släktet tapetserarbin, och familjen buksamlarbin. Inga underarter finns listade i Catalogue of Life.